# Los Fastidios

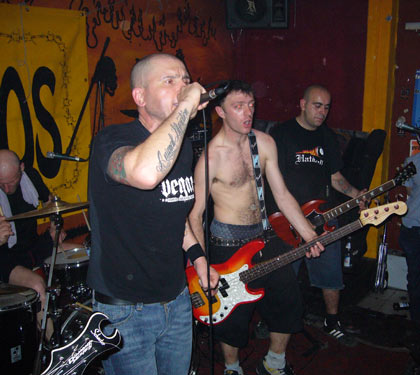
Los Fastidos 2006.

Los Fastidios är ett italienskt street punk/Oi! band som bildades i Verona 1991. Dock är det bara en originalmedlem som är kvar. Los Fastidios låtar handlar mycket om jämlikhet, socialism och att slåss mot diskriminering. Bandet förknippas ofta med antifascism och den antirasistiska skinheadrörelsen SHARP.
Los Fastidios spelade den 29 september 2006 på Digger's Club arrangerat på Kafé 44 på Söder, på Augustibuller 2007 och på Cyklopen i Högdalen 24 september 2016.